# Galina Iossifowna Serebrjakowa

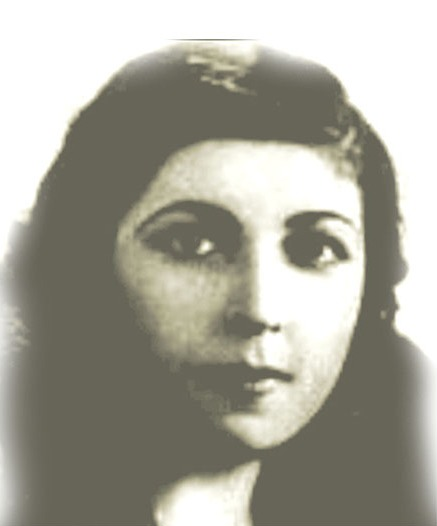
Galina Iossifowna Serebrjakowa

Galina Iossifowna Serebrjakowa (russisch Галина Иосифовна Серебрякова, * 7. Dezemberjul. / 20. Dezember 1905greg. in Kiew; † 30. Juni 1980) war eine sowjetische Schriftstellerin.
Geboren wurde sie als Tochter zweier „Berufsrevolutionäre“, des damaligen Medizinstudenten Iossif Moissejewitsch Byk-Bek (1882–1936) und der aus einer begüterten polnischen Familie stammenden Bronislawa Sigismundowna Krassuzkaja (1883–1950), deren Familiennamen sie zunächst trug. Bekannt wurde sie unter dem Namen ihres ersten Ehemannes Leonid Serebrjakow, der wie ihr zweiter Ehemann Grigori Sokolnikow hochrangiger sowjetischer Politiker war. Beide fielen dem zweiten Moskauer Schauprozess zum Opfer. Galina Serebrjakowa selbst wurde 1937 verhaftet und verbrachte in Folge fast 20 Jahre in Lagern und Verbannung, bis sie 1956 rehabilitiert wurde und nach Moskau zurückkehren konnte. Ihre Ende der 1920er-Jahre begonnene literarische Tätigkeit, die durch die Haft unterbrochen wurde, setzte Serebrjakowa ab den 1960er-Jahren fort.

## Werke (Auswahl)
- Sturm der Gedanken. 1964
- Raub des Feuers. 1966
- Gipfel des Lebens. 1967